# Saligny-sur-Roudon
Saligny-sur-Roudon és un municipi francès, situat al departament de l'Alier i a la regió d'Alvèrnia-Roine-Alps. L'any 2007 tenia 810 habitants.

## Demografia

### Població
El 2007 la població de fet de Saligny-sur-Roudon era de 810 persones. Hi havia 328 famílies de les quals 88 eren unipersonals (52 homes vivint sols i 36 dones vivint soles), 132 parelles sense fills, 104 parelles amb fills i 4 famílies monoparentals amb fills.
La població ha evolucionat segons el següent gràfic:
Habitants censats

### Habitatges
El 2007 hi havia 414 habitatges, 335 eren l'habitatge principal de la família, 30 eren segones residències i 49 estaven desocupats. 385 eren cases i 28 eren apartaments. Dels 335 habitatges principals, 225 estaven ocupats pels seus propietaris, 100 estaven llogats i ocupats pels llogaters i 10 estaven cedits a títol gratuït; 5 tenien una cambra, 11 en tenien dues, 54 en tenien tres, 95 en tenien quatre i 170 en tenien cinc o més. 269 habitatges disposaven pel capbaix d'una plaça de pàrquing. A 165 habitatges hi havia un automòbil i a 141 n'hi havia dos o més.

### Piràmide de població
La piràmide de població per edats i sexe el 2009 era:
| Homes | Edats   | Dones |
| ----- | ------- | ----- |
| 0     | 95 o +  | 0     |
| 0     | 90 a 94 | 8     |
| 16    | 85 a 89 | 8     |
| 8     | 80 a 84 | 8     |
| 24    | 75 a 79 | 20    |
| 24    | 70 a 74 | 32    |
| 32    | 65 a 69 | 28    |
| 8     | 60 a 64 | 16    |
| 36    | 55 a 59 | 12    |
| 40    | 50 a 54 | 28    |
| 32    | 45 a 49 | 40    |
| 16    | 40 a 44 | 16    |
| 12    | 35 a 39 | 20    |
| 32    | 30 a 34 | 16    |
| 32    | 25 a 29 | 32    |
| 20    | 20 a 24 | 20    |
| 12    | 15 a 19 | 24    |
| 16    | 10 a 14 | 20    |
| 8     | 5 a 9   | 0     |
| 24    | 0 a 4   | 8     |

## Economia
El 2007 la població en edat de treballar era de 490 persones, 353 eren actives i 137 eren inactives. De les 353 persones actives 324 estaven ocupades (200 homes i 124 dones) i 29 estaven aturades (13 homes i 16 dones). De les 137 persones inactives 41 estaven jubilades, 42 estaven estudiant i 54 estaven classificades com a «altres inactius».

### Ingressos
El 2009 a Saligny-sur-Roudon hi havia 335 unitats fiscals que integraven 790 persones, la mediana anual d'ingressos fiscals per persona era de 14.383,5 €.

### Activitats econòmiques
Dels 36 establiments que hi havia el 2007, 2 eren d'empreses alimentàries, 4 d'empreses de fabricació d'altres productes industrials, 9 d'empreses de construcció, 6 d'empreses de comerç i reparació d'automòbils, 4 d'empreses de transport, 1 d'una empresa d'hostatgeria i restauració, 2 d'empreses financeres, 1 d'una empresa immobiliària, 2 d'empreses de serveis, 2 d'entitats de l'administració pública i 3 d'empreses classificades com a «altres activitats de serveis».
Dels 11 establiments de servei als particulars que hi havia el 2009, 1 era una oficina de correu, 2 tallers de reparació d'automòbils i de material agrícola, 1 paleta, 2 lampisteries, 1 electricista, 2 empreses de construcció, 1 perruqueria i 1 restaurant.
Dels 3 establiments comercials que hi havia el 2009, 1 era una botiga de menys de 120 m², 1 una fleca i 1 una botiga d'equipament de la llar.
L'any 2000 a Saligny-sur-Roudon hi havia 58 explotacions agrícoles que ocupaven un total de 3.811 hectàrees.

## Equipaments sanitaris i escolars
El 2009 hi havia una escola elemental.

## Poblacions més properes
El següent diagrama mostra les poblacions més properes.